# Pardosa virgata
Pardosa virgata este o specie de păianjeni din genul Pardosa, familia Lycosidae, descrisă de Kulczynski, 1901.
Este endemică în Mongolia. Conform Catalogue of Life specia Pardosa virgata nu are subspecii cunoscute.